# Lepturges insignis
Lepturges insignis är en skalbaggsart som beskrevs av Julius Melzer 1928. Lepturges insignis ingår i släktet Lepturges och familjen långhorningar. Inga underarter finns listade i Catalogue of Life.